# ميشيل لي
ميشيل لي هي متسابقة ملكة الجمال وعارضة وممثلة صينية، ولدت في 20 يونيو 1970 في الصين.

## وصلات خارجية
- ميشيل لي على موقع IMDb (الإنجليزية)
- ميشيل لي على موقع ألو سيني (الفرنسية)
- ميشيل لي على موقع ألو سيني (الفرنسية)
- ميشيل لي على موقع أول موفي (الإنجليزية)
- ميشيل لي على موقع قاعدة بيانات الأفلام السويدية (السويدية)
- ميشيل لي على موقع إن إن دي بي (الإنجليزية)
- ميشيل لي على موقع قاعدة بيانات الفيلم (الإنجليزية)
- ميشيل لي على موقع كينوبويسك (الروسية)